# Будузо
Будузо̀ (на италиански и на сардински: Buddusò) е малко градче и община в Южна Италия, провинция Сасари, автономен регион и остров Сардиния. Разположено е на 700 m надморска височина. Населението на общината е 4009 души (към 2010 г.).